# Crooks-Fluktuationstheorem
Das Fluktuationstheorem von Crooks, oder kürzer Crooks-Fluktuationstheorem (CFT), ist eine Gleichung der statistischen Physik, genauer der Nichtgleichgewichtsthermodynamik.
Gegenstand des Theorems ist die Entwicklung eines physikalischen Systems in der Zeit von einem Anfangszustand zu einem Endzustand und die umgekehrte Entwicklung mit vertauschtem Anfangs- und Endzustand. Es können dabei auch externe Parameter auf das System einwirken, deren Werte dann beim Rückwärtsprozess in umgekehrter Reihenfolge auftreten.
Das Theorem erlaubt es, das Verhältnis der Wahrscheinlichkeiten für solche Vorwärts- und Rückwärtsprozesse durch einfachere Größen auszudrücken. Das CFT ist benannt nach dem Chemiker Gavin E. Crooks, der es 1998 entdeckte.

## Detaillierte Form: Wahrscheinlichkeiten von Trajektorien
Das Theorem hat verschiedene Formen oder Anwendungen. Die erste Form des CFT betrachtet die Entwicklung eines Systems in allen Details in Gestalt der Phasenraum-Trajektorien {\displaystyle x\left(t\right)} der Teilchenkoordinaten und -impulse und der in der Zeit gespiegelten Trajektorien {\displaystyle {\tilde {x}}\left(t\right)}. Es wird vorausgesetzt, dass sich das System in Kontakt mit einem Wärmebad der absoluten Temperatur {\displaystyle T} befindet, und dass zu Beginn der Vorwärts- oder Rückwärtsentwicklung thermisches Gleichgewicht bei konstanten externen Parametern vorliegt.
Für die Wahrscheinlichkeiten {\displaystyle P} von Trajektorien {\displaystyle x\left(t\right)} und  in der Zeit gespiegelten Trajektorien {\displaystyle {\tilde {x}}\left(t\right)} gilt dann
{\displaystyle {\frac {P\left(\left\{x\left(t\right)\right\}\right)}{P\left(\left\{{\tilde {x}}\left(t\right)\right\}\right)}}=e^{\beta \left(W-\varDelta F\right)}.}
Hierbei steht
- das Symbol {\displaystyle \beta } für {\displaystyle \beta =1/\left(k_{\mathrm {B} }T\right)}, wobei {\displaystyle k_{\mathrm {B} }} die Boltzmann-Konstante ist,
- das Symbol {\displaystyle W} für die durch die externen Parameter im Vorwärts-Prozess geleistete Arbeit,
- das Symbol {\displaystyle \varDelta F=F\left(\lambda '\right)-F\left(\lambda \right)} für die Änderung der freien Energie {\displaystyle F} im Vorwärts-Prozess. Dabei ist {\displaystyle \lambda '} der Wert der externen Parameter am Ende, {\displaystyle \lambda } deren Wert zu Beginn.

Für reversible Prozesse ist laut Thermodynamik {\displaystyle W=\Delta F}, 
und Vorwärts- und Rückwärtstrajektorien sind somit gleich wahrscheinlich. Für irreversible Prozesse ist der Exponent dagegen von Null verschieden, und {\displaystyle W-\Delta F=W_{\mathrm {diss} }} ist interpretierbar als die im Vorwärtsprozess dissipierte Arbeit. Bei {\displaystyle W_{\mathrm {diss} }>0}, d. i. bei Entropiezunahme, hat die Vorwärtstrajektorie laut dem CFT also eine größere Wahrscheinlichkeit als die Rückwärtstrajektorie.
Für makroskopische Systeme ist die dissipierte Arbeit {\displaystyle W_{\mathrm {diss} }} quasi immer viel größer als {\displaystyle k_{\mathrm {B} }T}, und die Wahrscheinlichkeit des in der Zeit rückwärts ablaufenden Prozesses ist verschwindend klein. Für Systeme mit nicht allzu vielen Freiheitsgraden dagegen sind {\displaystyle W_{\mathrm {diss} }} und {\displaystyle k_{\mathrm {B} }T} vergleichbar groß, und das Theorem ist quantitativ auch für Experimente von Bedeutung.

## Integrierte Form: Wahrscheinlichkeiten von geleisteter Arbeit
Aus dem CFT mit den Wahrscheinlichkeitsverteilungen der Vorwärts- und Rückwärts-Trajektieren lässt sich eine Aussage für die Wahrscheinlichkeitsverteilungen {\displaystyle P_{\mathrm {F} }\left(W\right)} und {\displaystyle P_{\mathrm {R} }\left(W\right)} der in Vorwärts- und Rückwärtsprozessen geleisteten Arbeit {\displaystyle W} herleiten,
{\displaystyle {\frac {P_{\mathrm {F} }\left(W\right)}{P_{\mathrm {R} }\left(-W\right)}}=e^{\beta \left(W-\varDelta F\right)}.}
Für reversible Prozess ist {\displaystyle W=\Delta F}, und die in Vorwärts- und Rückwärtsprozessen geleistete Arbeit hebt sich im Mittel weg.

## Jarzynski-Gleichung als Konsequenz
Das Crooks-Theorem in integrierter Form impliziert die Jarzynski-Gleichung. Die entsprechenden elementaren Umformungen sind
{\displaystyle {\overline {e^{-\beta W}}}=\int _{-\infty }^{\infty }P_{\mathrm {F} }\left(W\right)e^{-\beta W}\mathrm {d} W=e^{-\beta \varDelta F}\int _{\infty }^{\infty }P_{\mathrm {R} }\left(-W\right)\mathrm {d} W=e^{-\beta \varDelta F}.}
Im Unterschied zum CFT beinhaltet die Jarzynski-Gleichung nur mehr Prozesse in einer Zeitrichtung.